# Hermann Friedl
Hermann Friedl (* 21. Februar 1920 in Linz; † 4. Dezember 1988 in Steyr) war ein österreichischer Mediziner und Schriftsteller.

## Leben
Hermann Friedl wuchs im Mühlviertel auf. Nach dem Besuch des Stiftsgymnasiums Wilhering und der Matura im Jahr 1938 begann er ein Studium der Medizin. Trotz seiner Teilnahme am Zweiten Weltkrieg als Soldat der Wehrmacht in Polen, Frankreich und der Sowjetunion konnte er sein Studium an der Universität Wien fortsetzen, das er im Herbst 1945 mit dem Grad eines Dr. med. univ. beendete. Anschließend wirkte er als Arzt in Linz und von 1951 bis 1962 als Gemeindearzt in Oberneukirchen/Mühlviertel. 1967 ging er als Facharzt für Psychiatrie und Neurologie nach Erlangen, später war er Lehrbeauftragter an der Universität Ulm. Ab 1980 leitete Friedl die Neurologische Abteilung der Allgemeinen Unfallversicherungsanstalt in Wien. Kurz nach seiner Rückkehr nach Linz verstarb er an einem Herzinfarkt. Neben seiner ärztlichen Tätigkeit war Friedl seit den Fünfzigerjahren auch literarisch aktiv. 1977 gehörte er zu den Teilnehmern am ersten Ingeborg-Bachmann-Wettbewerb in Klagenfurt.
Hermann Friedl war Verfasser von erzählerischen Werken, Essays, Gedichten und Hörspielen.
Hermann Friedl war Mitglied des PEN-Clubs Liechtenstein und der Grazer Autorenversammlung. Er erhielt u. a. 1962 den Förderpreis zum Adalbert-Stifter-Preis, 1981 den Adalbert-Stifter-Preis, 1986 den Kulturpreis der Stadt Linz.

## Werke
- Fünf Gedichte, Linz 1951
- Egon Hofmann, Salzburg 1956 (zusammen mit Egon Hofmann und Walter Kasten)
- Die Visitation, Gütersloh 1959
- Der Landarzt, Gütersloh 1962
- Kleine Gesellschaft am Abend, Gütersloh 1964
- Heilverfahren oder Das Fernglas, Wien [u. a.] 1980
- Aufzeichnungen eines wahnsinnigen Beamten, Wien [u. a.] 1981
- Reisers Ende, Wien 1985
- Beginn der Errichtung eines Denkmals, Graz [u. a.] 1988
- Die Schleuse, Roman, 248 S., ca. 1950 erschienen, Bibliothek der Provinz 2012, ISBN 978-3-85252-928-8

## Hörspiele
- 1977: Annemarie K. gibt ihre Kinder zur Adoption frei – Regie: Joachim Engel-Denis (Original-Hörspiel – ORF Vorarlberg)
- 1986: Pedro Ruiz versäumt den Flug nach Ibiza oder Lauter Lügen – Regie: Fritz Oberhofer (Originalhörspiel – ORF Wien)

Quelle: OE1-Hörspieldatenbank